# Мерсерон, Жеральд
Жеральд Мерсерон (фр. Gérald Merceron, родился 25 февраля 1975 в Коньяке) — французский регбист; регбийный тренер.

## Биография

### Клубная карьера
Воспитанник школ команд «Коньяк» и «Тулон», за «Тулон» выступал с 1993 по 1996 годы. Большую часть карьеры провёл в составе «Монферрана», с ним выиграл Кубок Франции и победил в Европейском кубке вызова. С 2005 по 2009 годы выступал за «Атлантик Стад Рошле». В 2009 году объявил об уходе из большого регби, но сыграл ещё несколько неофициальных встреч за любительскую команду «Рошфор» из Приморской Шаранты. Ныне возглавляет «Анжер» из дивизиона Федераль 2.

### Карьера в сборной
Первый матч провёл 3 июня 1999 против Румынии. Последнюю игру сыграл 20 ноября 2003 на чемпионате мира в Австралии против Новой Зеландии (французы проиграли). Всего сыграл 32 матчей (из них 6 на чемпионате мира). Набрал 267 очков: 3 попытки, 3 дроп-гола, 57 штрафных и 36 реализаций. В его активе четыре участия в Кубке шести наций: в 2002 году Франция выиграла Большой шлем, обыграв всех своих противников.

## Личная жизнь
Есть брат Давид, также регбист.

## Достижения
- Вице-чемпион Франции: 1999, 2001
- Финалист первого дивизиона: 2007
- Полуфиналист первого дивизиона: 2008
- Победитель Европейского кубка вызова: 1999
- Финалист Европейского кубка вызова: 2004
- Победитель Кубка Франции: 2001
- Победитель турнира Армана Вакерана: 2003